# 張懋熺
張懋熺（？年—？年），字伯光，號石帆，山东莱州府籍胶州人。明末清初政治人物。

## 生平
张懋熺中崇祯六年（1633年）癸酉科山东乡试舉人，七年（1634年）联捷甲戌科进士，大理寺观政，八年授刑部贵州司主事，九年任广东主考官，十一年改任广东道御史，巡视北城九门，又巡视真定，十二年革职为民。
入清后，由山东巡按李之奇举荐，顺治三年三月授山西道御史，八月巡按湖南。四年十一月，坐湘乡县郦攀龙通贼一案，不详加研讯，被降一级调外用。十二年正月恢复原官。

## 家族
曾祖张铭，丙辰进士，官至户部员外郎，赠奉政大夫；祖张汝元，萬曆丙子舉人、户部主事承德郎；父张福徴，庠生。